# Dvaravati

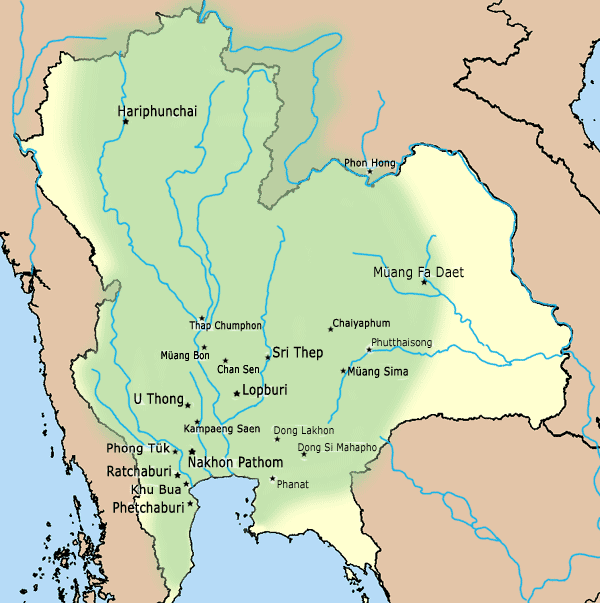
Dvaravati in het huidige Thailand

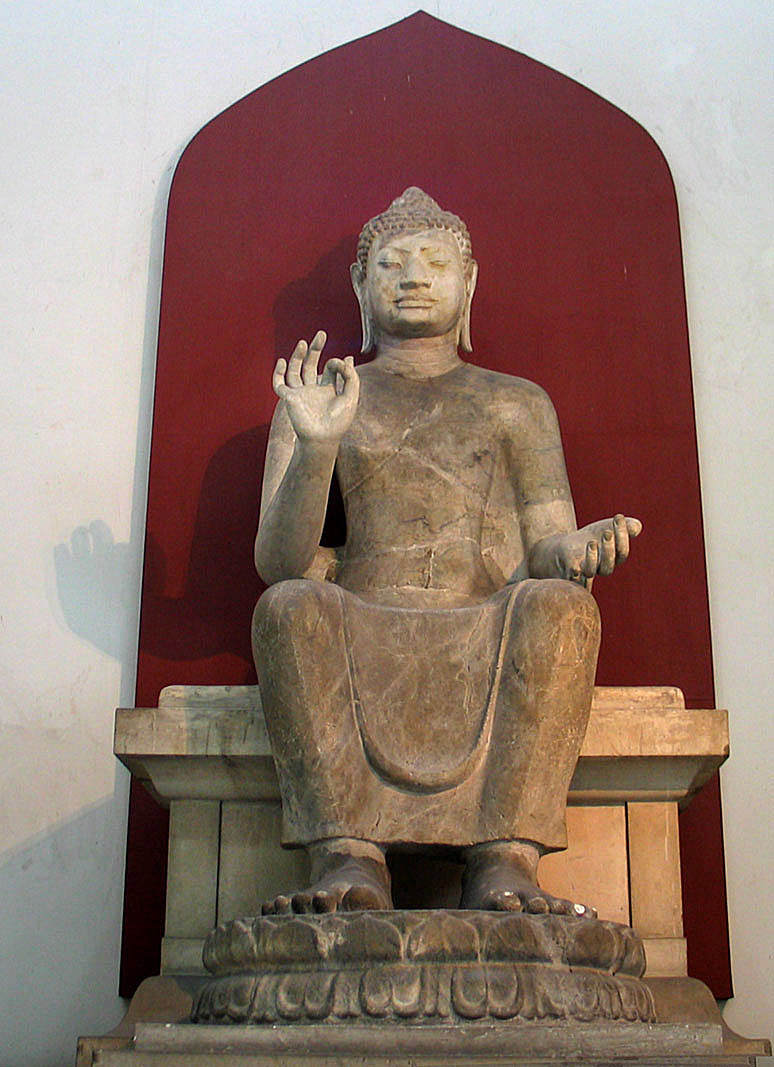
Boeddhabeeld in Dvaravatistijl

Het koninkrijk Dvaravati was waarschijnlijk een koninkrijk van het Mon volk in Centraal-Thailand rond de rivier de Menam (Chao Phraya). Het koninkrijk zou bestaan hebben van de 6e eeuw tot de 11e eeuw. Deze tijd staat bekend als de periode Dvaravati.
Er is weinig bekend over het bestuur van dit koninkrijk, zelfs niet of het een koninkrijk was of een verzameling losse staatjes. De belangrijkste vestigingsplaatsen lijken te zijn geweest in Nakhon Pathom, Lopburi en U Thong.
Uit vondsten blijkt dat Dvaravati zwaar beïnvloed was door de culturen in India. Ook heeft het een rol gespeeld bij het introduceren van het boeddhisme in de regio.